# Concert per a piano (Bacewicz)
El Concert per a piano va ser compost per Grażyna Bacewicz el 1949 per al Concurs Frédéric Chopin organitzat per la Unió de Compositors Polonesos per commemorar el 100è aniversari de la mort del pianista polonès. Es va estrenar a Varsòvia el 4 de novembre de 1949 amb Stanisław Szpinalski al piano acompanyat per l'Orquestra Filharmònica de Varsòvia dirigida per Andrzej Panufnik. Té una durada d'uns 21 minuts.
El va dedicar a Stanisław Szpinalski, alumne d'Ignacy Jan Paderewski. El primer premi va quedar desert, i Bacewicz va obtenir el segon premi pel seu concert.

## Moviments
1. Allegro moderato
2. Andante
3. Molto allegro

## Música
L’arquitectura de l’obra segueix grans formes simfòniques, aprofitant al màxim les possibilitats expressives del piano solista per generar tensió i expandir l’espai sonor mitjançant passatges virtuosístics i progressions harmòniques. Cap dels moviments inclou una cadència solista.
El primer moviment (Allegro moderato), presenta un contrast marcat entre el piano i una potent intervenció orquestral. Tot i que Bacewicz concedeix al solista instants de major suavitat, el diàleg dramàtic entre el piano i l'orquestra és l'element central de l'obra. Estructurat en forma sonata-allegro, es construeix a partir de dos temes principals. Segons Anna Nowak, el primer tema és una paràfrasi de la cançó tradicional Pije Kuba. El segon tema, de caràcter líric i també inspirat en una melodia popular, reapareix en el rondó final amb una variació lleugerament transformada com un dels seus episodis.
El segon moviment (Andante) comparteix un esperit similar, amb una melodia principal inspirada en la cançó popular Oj chmielu, chmielu, que es transforma a través de variacions successives. En el rondó final (Molto allegro) la música assoleix el seu punt culminant amb un tema d’oberek trepidant que deixa enrere la simple evocació folklòrica per submergir-se en una expressió visceral i desbordant d’energia. El ritme implacable d'aquest moviment no cedeix ni tan sols en els passatges més reposats. L'entrada de l’oberek al piano és aviat recollida per l’orquestra, mentre que el solista respon amb acords secs i irregulars, creant un efecte rítmic que recorda certes seccions de la Sonata per a dos pianos i percussió de Béla Bartók.